# Spokoini (Adiguesia)
Spokoini (del ruso: Спокойный) es un pueblo (posiólok) del raión de Maikop en la república de Adiguesia de Rusia. Está 10 km al noroeste de Tulski y 7 km al sur de Maikop, la capital de la república. Tenía 38 habitantes en 2010.
Pertenece al municipio de Krasnoktiabrski.